# 大村学
大村 学（おおむら まなぶ、1985年7月8日 - ）は、日本の俳優。

## 人物
- 身長：173cm
- 血液型：B型
- 出身地：京都府
- 2019年5月31日、劇団プレステージを退団。所属していたアミューズも退社。[3]
- 2020年11月mallow.stに所属。

- 2021年MANABU OHMURA名義でアーティスト活動を開始。
- 2022年11月アートコンペティション「100人10展」に入選。

## 出演

### テレビ
- 花より男子（2005年、TBS）
- ラブ・コレ 東京Love Collection 第8話（2006年、GyaO）
- 名探偵コナン10周年ドラマスペシャル「工藤新一への挑戦状〜さよならまでの序章（プロローグ）〜」（2006年10月2日、日本テレビ）
- 花より男子2（2007年、TBS）
- フィルムファクトリー（2008年、テレビ東京）
- the波乗りレストラン（2008年11月1日 - 9日、日本テレビ） - クライブディアの男 役
- 赤い糸（2009年1月）
- ごくせん 卒業スペシャル（2009年3月）
- 黄金の豚（2010年11月）
- 月曜ゴールデン 信濃のコロンボ2（2005年11月、TBS）
- 医師たちの恋愛事情（2015年、フジテレビ）- 花岡光弘 役
- 「花咲舞が黙ってない」(2015、NTV)
- 「わたしを離さないで」(2016、TBS)
- 「立花登青春手控え」(2016、NHK BSプレミアム)
- 「東京タラレバ娘」第2・7話(2017、NTV)
- 「プラージュ」(2017、WOWOW)
- 「正義のセ」第1話(2018、NTV)

### バラエティー
- モテ福（テレビ埼玉）

### 情報番組
- SBS「イブアイしずおか」コメンテーター

### 映画
- ピューと吹く!ジャガー　THE MOVIE（2008年新春公開、マッコイ斉藤監督） - 酒留清彦（ピヨ彦） 役[4]
- 花より男子ファイナル（2008年6月）
- 大奥（2010年）
- 女子ーズ（2014年）
- 斉木楠雄のΨ難（2017年）

### CM
- トヨタ「ミニバン」ライブ編　カナビHAPPY（2005年）
- グッドウィル「mobaito.com」（2005年）
- ロッテガム「アクオ」（2009年）
- 静岡銀行「セレカ」（2009年）
- USJ「SCOPE夏 」篇 (2017)
- Coo&RIKU「あんしん半額プラン」篇(2020)
- 人を考える。オフィスを進化する。バーチャルオフィスoVice〈オヴィス〉(2022)

- セブン＆アイグループ『セブンプレミアム/セブンプレミアムゴールド』(2022)
- 楽天クリスマス2022「ケーキ」篇(2022)
- ライフネット生命（2023）

### DVD
- 王様のブランチ×TSUTAYA「LOVERS'ブランチ〜東京ディズニーリゾートで恋をして〜」（2006年）

### 舞台
- ゴジゲン第7回公演「ハッピーエンドクラッシャー」（2009年9月9日 - 15日、新宿シアターブラッツ）[5]
  - 第10回公演「神社の奥のモンチャン」（2011年2月2日 - 6日、座・高円寺）[6]
  - ゴジゲン番外編「なんかすごいSF的なやつ」（2017年7月6日 - 10日（月）東京 小劇場B1）[7]
- 「BLACK&WHITE 悪魔のテンシ天使の悪魔」（2010年8月28日 - 9月5日、サンシャイン劇場）[8]
- トライフルエンターテイメント プロデュース公演「KEEP OUT!〜勝手にアジトにしないでください〜」（2011年6月1日 - 5日、シアターサンモール/6月11日 - 12日、テレビアホール）
- 「バッド・アフタヌーン〜独立弁護士のやむを得ぬ嘘〜」（2011年8月13日 - 21日、赤坂RED/THEATER）[9]
- 「ロミオ&ジュリエット」（2012年5月2日 - 27日、赤坂ACTシアター）[10]
- 「JEWELERY HOTEL」（2012年7月14日 - 7月15日、紀伊國屋ホール） - ゲスト出演[11][12]
- 祝女〜shukujo〜 Season 2（2015年10月28日 - 11月21日、草月ホール 他）[13]
- 「エレベーターガール～ご希望の階には止まれません～」（2017年12月12日 - 17日、東京都 APOC THEATER）[14]
- 丸福ボンバーズ ブースト「結婚のススメ～NO SURPRISE,NO LIFE！～」（2019年1月19日 - 22日、東京都 紀伊國屋ホール／1月25日 - 27日、大阪府 HEP HALL／1月30日 - 31日、愛知県 東文化小劇場）[15]
- 7BOX「クイーンズ・スケッチ」（2020年9月16 日- 24日、CBGKシブゲキ）- ハンプティ役[16][17]
- 劇団プレステージ第17回本公演「Have a good time?（再々演）」（2022年3月2日 - 7日、シアター・アルファ東京）[18][19]

#### 劇団プレステージ
- Amuse-Prestage project-unit
  - 『ROOM』（2005年1月15日 - 16日、千本桜ホール）
  - 「Chapter８-テキーラ、そしてサンライズ-」（2005年9月23日 - 25日、千本桜ホール）
  - 「恋はケ・セラ・セラ」（2006年2月9日 - 12日、千本桜ホール）
  - 「MILD SEVEN EXTRA LIGHT-おだやかな7つの余分だけど、特別な輝き-」（2006年10月5日 - 9日、千本桜ホール）
  - 「チェリーの木の下で」（2007年3月14日 - 18日、千本桜ホール）
  - 「チェリーの木の下で- DT-MAX08’-」（2008年）
  - 「ブラックパールが世界を動かす」（2009年4月8日 - 12日、千本桜ホール）
  - 「マフィアは電柱の根元に葉巻を置いたか?」（2010年3月17日 - 22日、千本桜ホール）
- 劇団プレステージ
  - 「ペンシルビルWARS〜眠らぬ街のアツい日〜」（2010年10月23日 - 31日、千本桜ホール）
  - 「サイキックフライト!〜頑張る7人のエスパーとあと2、3人〜」（2011年4月28日 - 5月8日、千本桜ホール）- 副機長 役
  - 第3回公演「『ゼツボー荘』より愛を込めて」（2011年11月22日 - 12月6日、千本桜ホール）- アリサ 役
  - 第4回公演「Have a good time?」（2012年8月17日 - 9月2日、千本桜ホール） - 柴田 役
  - 劇団プレステージ内ユニット公演「んざんび君。」（プリン爆弾 of Prestage Project）（2012年12月7日 - 9日、千本桜ホール）[20]
  - 第5回本公演「ゴーストレイト」（2013年4月19日 - 29日、CBGKシブゲキ!!）[21]
  - 女戦（パンティーストッキング of Prestage Project）（2013年8月2日 - 11日、千本桜ホール）[22]
  - 第6回本公演「アウタースペース109」（2013年9月25日 - 10月6日、CBGKシブゲキ‼︎）- レミチョス 役[23]
  - 第7回本公演「ボーンヘッド・ボーンヘッダー」（2014年4月18日 - 29日、CBGKシブゲキ‼︎）- 奥沢亮介 役[24]
  - 第8回本公演「ブラックパールが世界を動かす（再演）」（2014年8月20日 - 31日、CBGKシブゲキ‼︎）- 三田村 役[25]
  - 第9回本公演「WORLD'S ENDのGIRLFRIEND」（2015年2月8日 - 22日、CBGKシブゲキ‼︎） - 中山駿 役[26]
  - 第10回公演「Have a good time?（再演）」（2015年8月8日 - 9日、森ノ宮ピロティホール/8月12日 - 23日、紀伊国屋サザンシアター） - 信也 役[27]
  - 番外公演「君のそばにいたいのに」（2016年2月12日 - 21日、CBGKシブゲキ‼）[28]
  - 第11回本公演「リサウンド〜響奏曲〜」（2016年9月2日 - 18日、CBGKシブゲキ!!）- 奏 役 [29]
  - 第12回本公演「URA! URA! Booost」（2017年8月16日 - 27日、紀伊国屋サザンシアター）- 安藤ユタカ 役[30]
  - 第1回企画公演「あいつのチョキ」- 鈴木拓真役（2018年2月27日-3月6日、千本桜ホール）[31]
  - 第13回本公演「ディペンデントデイ〜7人の依存症〜」（2018年8月1日 - 12日、CBGKシブゲキ!!） - 古田美玲 役[32]
  - 第14回本公演「終わり to はじまり」（2018年12月12日 - 23日、CBGKシブゲキ!!） - 豊島美羽 役[33]
  - 第21回本公演「ノロとゴン」（2025年4月24日 - 29日、シアター711）

### イベント
- Amuse presents「THE GAME〜Boy's film show〜」（2009年8月14日 - 16日）
- 関西コレクション 2015 AUTUMN＆WINTER（2015年9月23日、京セラドーム大阪）[34]
- 「ミミーの日だから一杯おごってよ2016」（2016年3月31日、品川 J-SQUARE SHINAGAWA）[35]
- ゴジゲン　第14回公演『くれなずめ』アフタートーク（2017年10月19日、下北沢 駅前劇場） - ゲスト[36]
  - ゴジゲン『ゲーム王は俺だ!!!!! ～玉の章～珠玉のゲームを君に』（2021年12月27日、阿佐ヶ谷ロフトA） - ゲスト[37]

#### 劇団プレステージ
- 劇的に！マザー牧場で動物と劇プレに触れ合おうツアー（2012年10月6日、マザー牧場）
  - Amuse presents SUPER ハンサム LIVE 2012（2012年12月28日、パシフィコ横浜 国立大ホール） - ゲスト出演
  - 劇・プレ博2013 ～初春の広報戦略～（2013年3月20日、新宿ロフトプラスワン）[38]
  - Prestage Party in PONGI（2014年2月16日、アミューズ・ミュージカルシアター）
  - Amuse presents SUPER ハンサム LIVE 2014（2014年12月26日 - 27日、パシフィコ横浜 国立大ホール） - ゲスト出演
  - 劇・プレ博2015 ～初夏の広報戦略～（2015年7月5日、J-SQUARE SHINAGAWA）[39]
  - Prestage Party at PIT〜てんやわんやの大感謝祭〜（2015年11月3日、豊洲PIT）[40]
  - Prestage Party at 赤坂プリッツ ～真夏のオールスター大感謝祭～（2017年7月16,17日、赤坂BLITZ）[41]
  - 劇団プレステージJAPANプレミア上映イベント（2018年10月29日、新宿ピカデリー、2018年10月30日、大阪ステーションシティシネマ）[42]

## 作品
クリエイターズスタンプ
- 劇団プレステージ公式LINEスタンプ(2020年6月28日 - )[43]

- アートコンペティション「100人10」入選 (2022 11月)